# Lepidiota sinuatifrons
Lepidiota sinuatifrons är en skalbaggsart som beskrevs av Leon Fairmaire 1887. Lepidiota sinuatifrons ingår i släktet Lepidiota och familjen Melolonthidae. Inga underarter finns listade i Catalogue of Life.